# Таврійське (Приазовська селищна громада)
Таврі́йське — село в Україні, у Приазовській селищній громаді Мелітопольського району Запорізької області. Населення становить 198 осіб. До 2017 року орган місцевого самоврядування — Приазовська селищна рада.

## Географія
Село Таврійське розташоване за 2 км від смт Приазовське, 154 км від обласного центру та 30 км від районного центру.

## Історія
Село засноване 1920 року.
3 серпня 2017 року село Таврійське Приазовської селищної ради, в ході децентралізації, об'єднано з Приазовською селищною громадою.
17 липня 2020 року, в результаті адміністративно-територіальної реформи та ліквідації Приазовського району, село увійшло до складу Мелітопольського району.